# Слик, Грейс
Грейс Слик (англ. Grace Slick, при рождении Грейс Барнетт Уинг, англ. Grace Barnett Wing; 30 октября 1939, Эванстон, Иллинойс) — американская рок-исполнительница и автор песен, начинавшая музыкальную карьеру в группе The Great Society, а позже получившая известность как вокалистка Jefferson Airplane (впоследствии — Jefferson Starship и Starship). Слик, одна из наиболее ярких фигур психоделической сцены конца 1960-х годов, отмечалась как сильная, искусная вокалистка и автор интересных текстов.
После ухода из группы Грейс Слик начала успешную сольную карьеру. В 1980 году она была номинирована на Grammy в номинации «Лучшая рок-вокалистка» за сольный альбом Dreams, в 1996 году — вместе с другими участниками Jefferson Airplane введена в Зал славы рок-н-ролла. Грейс Слик занимает 20-е место в списке VH1 «Сто величайших женщин рок-н-ролла» (100 Greatest Women of Rock N Roll).

## Биография
Грейс Слик родилась в Эванстоне, штат Иллинойс, в семье Айвена Уинга (Ivan W. Wing) и Вирджинии Барнетт (Virginia Barnett). В 1948 году родился её брат Крис Уинг. Когда Грейс была ребёнком, её отец менял места работы несколько раз, таким образом, она жила в пригороде Чикаго, в Лос-Анджелесе, в Сан-Франциско, и наконец в Пало-Альто, в городе на юге от Сан-Франциско, где она училась сначала в обычной средней школе, а затем и в частной школе для девочек. Затем она поступила в Finch College в Нью-Йорке, где училась с 1957 по 1958 годы, а затем в Университет Майами во Флориде (1958—1959). Прежде чем начать музыкальную карьеру, Слик в начале шестидесятых некоторое время работала моделью для сети магазинов модной одежды I. Magnin.

### Музыкальная карьера

#### The Great Society
Карьера Слик в музыке началась в 1965 году в Сан-Франциско, когда она с тогдашним мужем под влиянием Beatles решила создать собственную группу, и после того, как увидели выступление незадолго до этого сформированных Jefferson Airplane в клубе «Матрица». Слик говорила, что увидев на сцене Jefferson Airplane, она поняла: они имеют больше денег, работая музыкантами, чем она зарабатывает как модель, к тому же, выступая, они получают гораздо больше удовольствия от работы. Группу, в составе которой к Слик и её мужу присоединился двоюродный брат Дарби Слик и несколько общих друзей, назвали The Great Society, заимствовав название у тогдашней американской госпрограммы социальных реформ (см. Великое общество). Группа дебютировала осенью 1965 года, и к началу 1966 года она уже была одной из популярных психоделических групп в Сан-Франциско. Слик пела и играла на гитаре и фортепиано, и кроме того, вместе с Дарби написала большинство песен.

### Jefferson Airplane

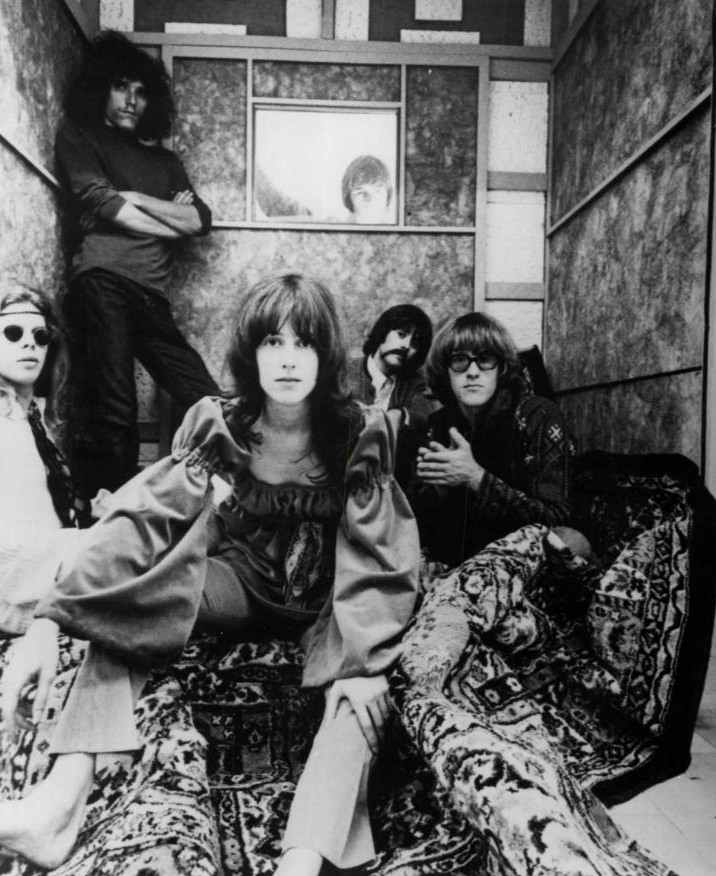
Грейс в составе Jefferson Airplane, 1967 год

К лету 1966 года The Great Society была одной из самых известных групп в Сан-Франциско. Группа выпустила синглом «Someone To Love», песню Дарби Слика, которая впоследствии получила название «Somebody to Love». Осенью певица Jefferson Airplane Сигни Толи Андерсон ушла из группы по семейным обстоятельствам, и группа попросила Грейс Слик присоединиться к ним. Слик говорила впоследствии, что отчасти приняла решение присоединиться к составу, потому что считала Airplane намного более профессиональной группой, чем The Great Society. Она взяла с собой в репертуар только две песни прежней группы: «White Rabbit» (которую, как утверждала Слик, она написала всего за час), и «Somebody To Love», после чего группа приступила к записи альбома. К 1967 году Surrealistic Pillow и синглы принесли группе огромный успех, и Jefferson Airplane стала одной из самых известных групп в стране. Слик, одна из первых популярных исполнительниц женского рока, благодаря привлекательности и сценическому образу стала одним из секс-символов той эпохи.
В 1968 году Слик исполнила «Crown of Creation» на шоу The Smothers Brothers Comedy Hour, c лицом, выкрашенным в чёрный цвет, и в чёрных перчатках, и закончила песню поднятием вытянутой руки с сжатым кулаком, то есть приветствием от леворадикальной организации Партия чёрных пантер. В 1969 году на шоу Дика Кэветта она стала первым человеком, который произнес слово «motherfucker» по американскому телевидению во время исполнения «We Can Be Together» с Jefferson Airplane.

### Jefferson Starship

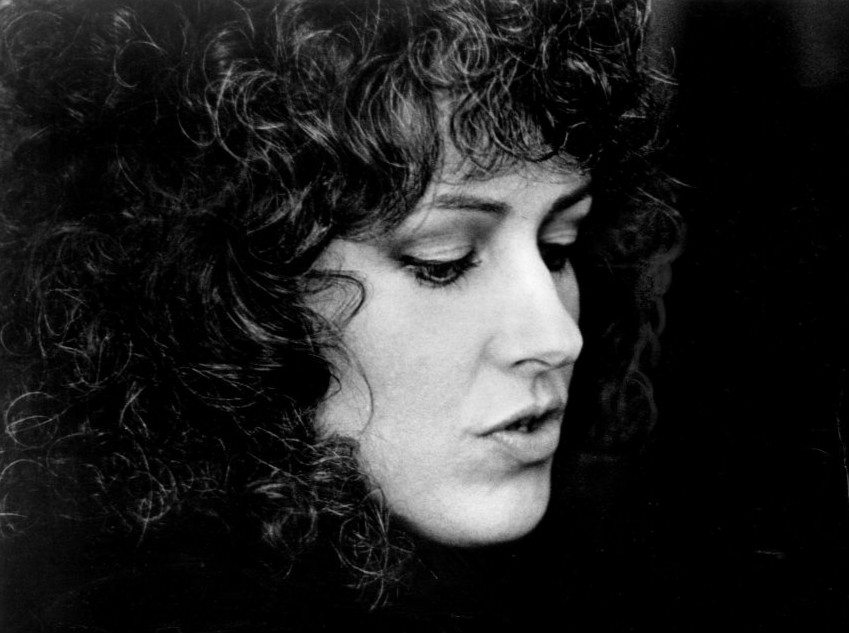
Грейс Слик, 1976 год

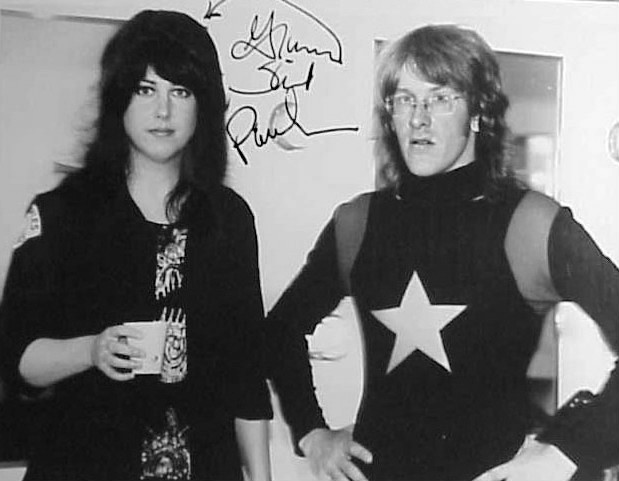
Кантнер и Грейс Слик

После того, как состав Jefferson Airplane распался, Слик и другие коллеги по группе сформировали Jefferson Starship.
Во время европейского тура 1978 года алкоголизм Грейс стал проблемой для группы. Группа была вынуждена отменить премьеру в Германии, потому что Слик была слишком пьяна, чтобы выступить. Она всё-таки выступила следующей ночью, но была настолько пьяна, что не могла петь должным образом и затем начала нападать на аудиторию. Она напомнила, что немцы развязали и проиграли Вторую мировую войну, и стала непристойно ощупывать членов аудитории женского пола, а также членов группы. На следующий день она оставила группу. В тот же самый год её силой увели с телевикторины в Сан-Франциско после того, как она стала оскорблять соперников по игре. Она попадала в наркологическую больницу по крайней мере дважды, один раз в 1970-х в Даффи, в Долине Напа и однажды в 1990-х с дочерью Чайной. Грейс публично призналась, что у неё алкоголизм, а также рассказала о том, как принимала ЛСД, марихуану и другие наркотические вещества в автобиографии, в различных интервью и в книгах про алко- и наркозависимость, включая «The Courage to Change» («Храбрость, чтобы измениться», автор Деннис Воли) и «The Harder They Fall» («Тем тяжелее падение», авторы — Гари Стромберг и Джейн Меррилл).
В течение 1980-х Слик была единственным участником Jefferson Airplane в составе Starship. Три хита группы возглавили чарты: «We Built This City», «Sara», и «Nothing's Gonna Stop Us Now». Несмотря на огромный успех, Грейс негативно отзывалась о новой музыке группы. Она оставила группу в 1988 году вскоре после выпуска No Protection. В 1989 году Грейс и прежние участники Jefferson Airplane реформировали состав.

## Личная жизнь
Грейс была замужем дважды, за кинематографистом Джеральдом Джерри Сликом (с 1961 по 1971 годы), оставив себе его фамилию и после развода, и затем за Скипом Джонсоном, мастером по освещению Jefferson Starship (1976—1994). У неё есть одна дочь, Чайна (род. 25 января 1971). Отец Чайны — прежний гитарист Jefferson Airplane Пол Кантнер, с которым у Грейс были отношения с 1969 по 1975 годы. Во время пребывания в больнице после рождения ребёнка Грейс саркастически сказала одной из медсестёр (чьё поведение Грейс показалось раздражающе ханжеским), что она намеревалась назвать ребёнка god (англ. — «бог»), но только со строчной буквой «g», поскольку она «желала, чтобы ребёнок вырос скромным».

## Проблемы с законом
Слик и Триша Никсон, дочь президента США Ричарда Никсона, являются выпускницами Finch College. Грейс была приглашена на вечеринку для выпускниц в Белый дом в 1969 году. Она пригласила сопровождать её Эбби Хоффмана, активиста левого движения йиппи, и запланировала добавить в чай президента Никсона 600 микрограммов ЛСД. План был раскрыт, когда охрана президента воспрепятствовала входу пары в здание, так как персонал службы безопасности Белого дома проинструктирован обо всех подозрительных лицах в США, а Грейс Слик была помещена в чёрный список ФБР ещё задолго до этого.
В 1971 году, после сессии звукозаписи, она разбила свой автомобиль о стену около Моста Золотые Ворота, устроив гонки с Йормой Кауконеном, но получила только сотрясение мозга, несмотря на тяжесть аварии.
Она была арестована по крайней мере три раза за то, что сама она называла «TUI» (Talking Under the Influence, «разговоры в нетрезвом виде») и Drunk Mouth («пьяный рот»). При том, что юридически это были обвинения по статье DUI («Driving Under the Influence», «вождение в нетрезвом виде»), три ареста, упомянутые в её автобиографии, произошли, когда она не была фактически в транспортном средстве.
Первый из арестов произошёл после того, как Грейс поссорилась в автомобиле с тогдашним партнёром Полом Кантнером, который, устав от препирательств, вынул ключи от машины из зажигания и бросил их через автомобильное окно на лужайку перед чьим-то домом. В то время как Грейс ползала вокруг по лужайке, ища ключи, полицейский прибыл на место происшествия и спросил, что случилось. Её смех не понравился полисмену, и она была отправлена в тюрьму. Второй случай произошёл после того, как Грейс забыла проверить уровень топлива в её двигателе, и из-под капота показался огонь. Когда прибыл полисмен, он как и ранее, спросил, что случилось. Её ответ в этот раз был ещё более саркастичным.[уточнить] В результате она была взята под стражу. Третий арест случился после того, как полисмен увидел, что она сидит облокотившись на дерево и пьёт вино, читая книгу поэзии. Когда полисмен спросил, что она делает, её саркастический ответ[уточнить] снова привел к её аресту.
Она была арестована в 1994 году за «нападение со смертельным оружием» (assault with the deadly weapon), после того как направила пистолет, впрочем, незаряженный, на полицейского (она объяснила, что тот вторгся в её владения без объяснения).

## 1988 — настоящее время

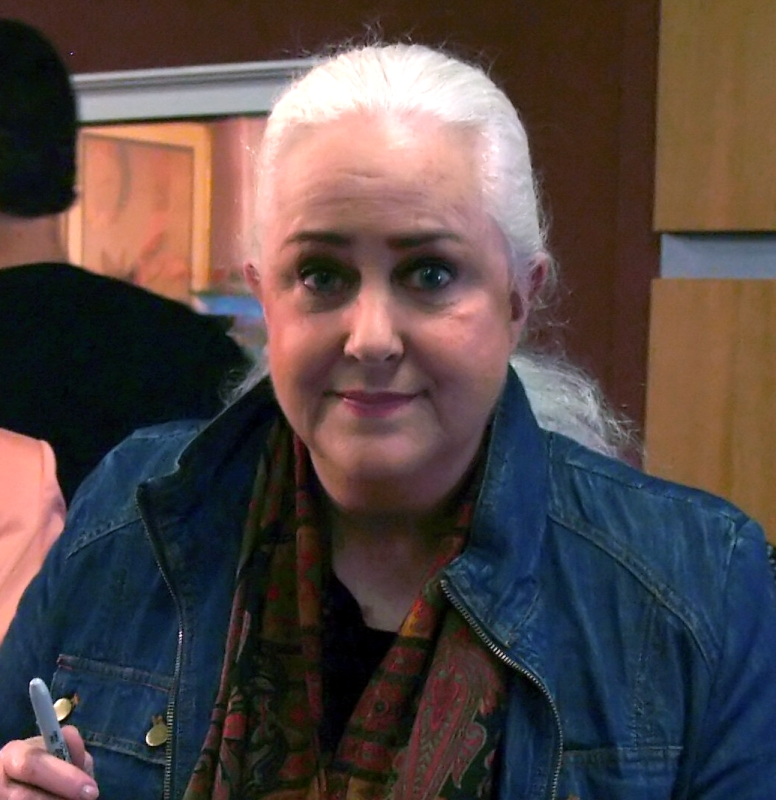
Грейс Слик в 2008 году

Грейс оставила Starship в 1988 в возрасте 48 лет. После короткого воссоединения Jefferson Airplane и тура в следующем году она ушла из музыки. В 1998 году в интервью с VH1 в документальном фильме о Jefferson Airplane «Behind the Music» она сказала, что никогда не стеснялась своего возраста, и заявила, что главная причина, по которой она удалилась от музыки, состояла в том, что «все рок-н-роллеры старше 50-ти выглядят глупо и должны уйти на пенсию». Но даже сказав это, она несколько раз появлялась с новым составом Jefferson Starship. Когда группа играла в Лос-Анджелесе в 2001 году на рок-фестивале, она вышла на сцену в одежде чёрного цвета с головы до пят, и в парандже, которую она сняла, и под ней оказался американский флаг, и надпись «Fuck Fear» (перен. — «на хрен страх»). Поскольку в среде фанатов это могло вызвать подозрения в её антиисламизме и её поддержке американской военной агрессии, она объяснила действия следующим образом: «Одежда [исламской женщины] говорит не об исламе, а о подавлении; а этот флаг [США] говорит не о политике, а о свободе».
После ухода из музыки она начала рисовать. Она сделала много портретов своих знакомых музыкантов эпохи 1960-х, таких как Дженис Джоплин, Джерри Гарсия, и других. В 2000 году она начала показывать и продавать свои художественные работы.
В 2001 году в «USA Today» певица сказала: «У меня хорошее здоровье, и люди хотят знать, что я делаю для этого. Я не ем сыр, я не ем мясо утки, я веган…» Однако, она также признает, что она — не строгий веган. В 2006 году у Слик обнаружился дивертикулит. После первой операции заболевание не остановилось, и потребовались вторая операция и трахеотомия. Она была введена в искусственную кому, и находилась в коме в течение двух месяцев, и затем должна была заново учиться ходить.
Также в 2006 году Слик произнесла речь на открытии новой авиакомпании Virgin America, которая назвала свой первый самолёт «Jefferson Airplane».

## Наследие
Наряду с современницей Дженис Джоплин, Слик стала важнейшей фигурой в развитии рок-музыки в конце 1960-х и была одной из самых первых звезд женского рока. Её отличительный вокальный стиль и поразительное умение держаться на публике оказали огромное влияние на других исполнительниц рока, включая Стиви Никс, Патти Смит и др. Как и в случае с Джоплин, сильный бескомпромиссный характер Слик, её сильный голос и виртуозное умение им управлять помогли открыть новые формы выражения для исполнительниц рока и помогли разрушению стереотипов о том, что серьёзную музыку могут развивать только мужчины.

## Дискография

### Сольные альбомы
- Manhole (1973) — US № 127
- Dreams (1980) — № 32
- Welcome to the Wrecking Ball! (1981) — № 48
- Software (1984)